# Série calco-alcaline
« BADR (géologie) » redirige ici. Pour les autres significations, voir BADR.

Le volcanisme d'arc est le contexte géodynamique ordinaire de la série calco-alcaline.

La série calco-alcaline est une série magmatique, c'est-à-dire une suite de roches issues de la différenciation progressive d'un même type de magma, par cristallisation fractionnée. Pour une même concentration en SiO2, les roches de la série calco-alcaline sont plus riches en alcalins (Na2O + K2O) que celles de la série tholéitique mais moins que celles de la série alcaline, et elles se distinguent aussi de ces dernières par une plus grande concentration en CaO.
Par ordre de différenciation croissante, les roches volcaniques de la série calco-alcaline sont des basaltes, des andésites, des dacites et des rhyolites, d'où le sigle BADR par lequel on désigne parfois la série.
L'équivalent plutonique de la série calco-alcaline, sont des granitoïdes calco-alcalins (diorite, granodiorite et granite).
La série calco-alcaline est caractéristique du volcanisme des zones de subduction, et notamment du volcanisme d'arc.

## Petrographie

### Minéralogie
L'enrichissement de la série en Na, K et Ca se traduit minéralogiquement par la présence concomitante de feldspath potassique (orthose, microcline) et de feldspath riche en NaCa (plagioclase de type oligoclase et andesine).

### Typologies
Parallèlement aux lithologies classiques basaltes, andésites, dacites et rhyolites. Il existe d'autres lithologie connexes suivant certaines particularités :
- Ainsi lorsque la croute océanique qui entre en subduction est proche du rift, la croute océanique basaltique plus chaude qui fond lorsqu'elle entre dans le faciès éclogite, produit des adakites : une série qui se différencient de la série calco-alcaline classique par un enrichissement relatif en Ca, Al et Mg et surtout une faible teneur en K avec un rapport (K2O) / (Na2O) bas qui caractérise chimiquement les adakites dans la série BADR[2].

- Une autre variété à haute teneur en Mg est appelée boninite. Les boninites sont extrêmement appauvries en éléments traces incompatibles (par exemple, terres rares légères) malgré leur teneur en silice relativement élevée[3].

Tandis que l'équivalent plutonique de la série calco-alcaline, sont des granitoïdes calco-alcalins (diorite, granodiorite et granite), les adakites sont associés à des plutons de sanukitoïdes.

## Galerie

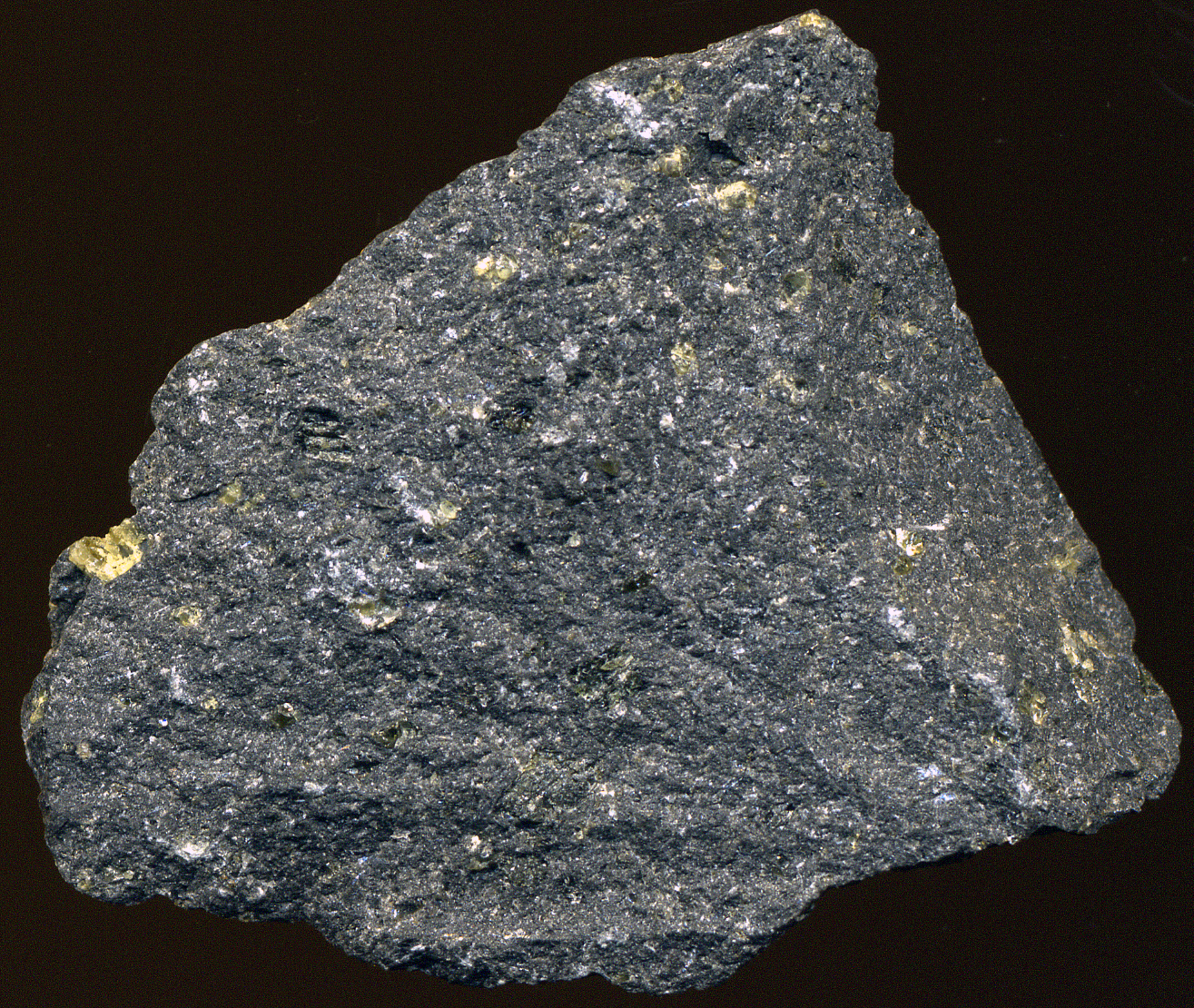
Basalte (Pléistocène, Keeler, Californie).
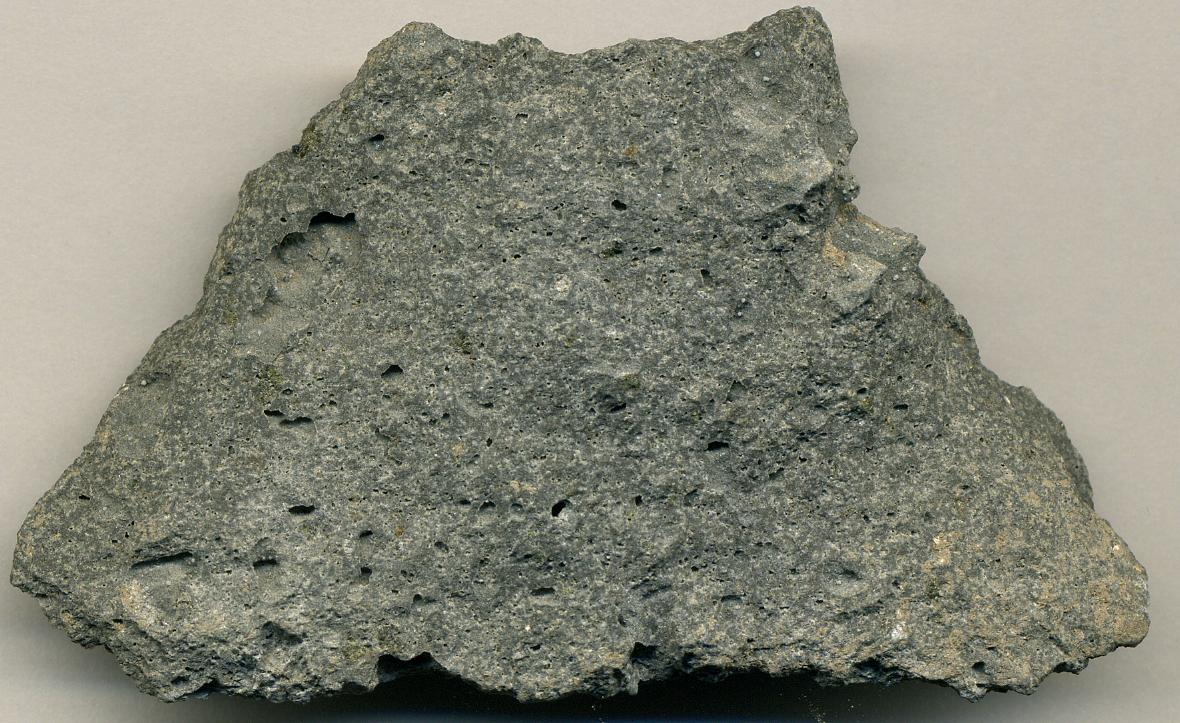
Andesite (Pliocene sup., Volcan Sierra Grande, Nouveau-Mexique).
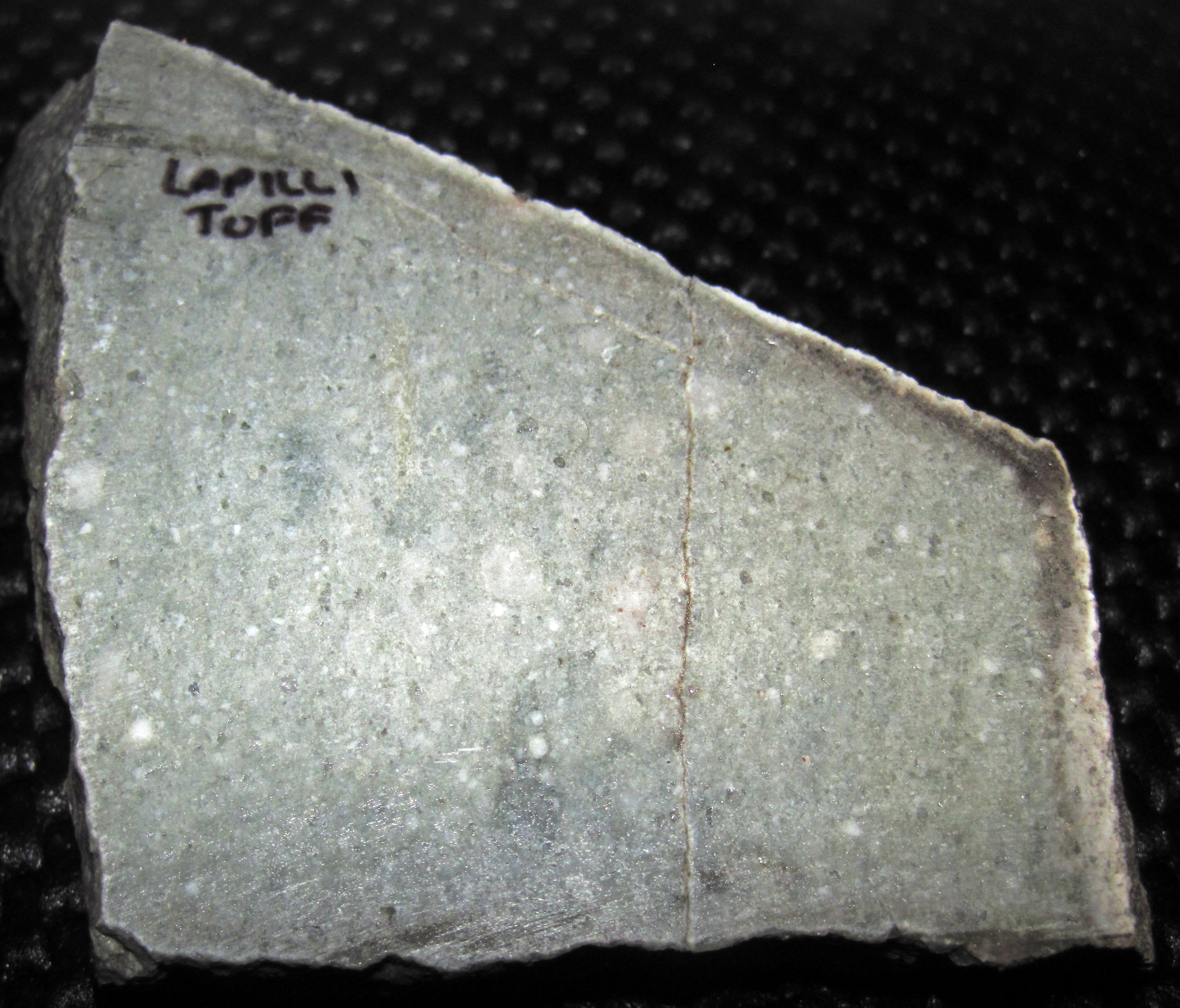
Meta-tuf-dacitique (Neoarchéen, Soudan Mine, Minnesota)
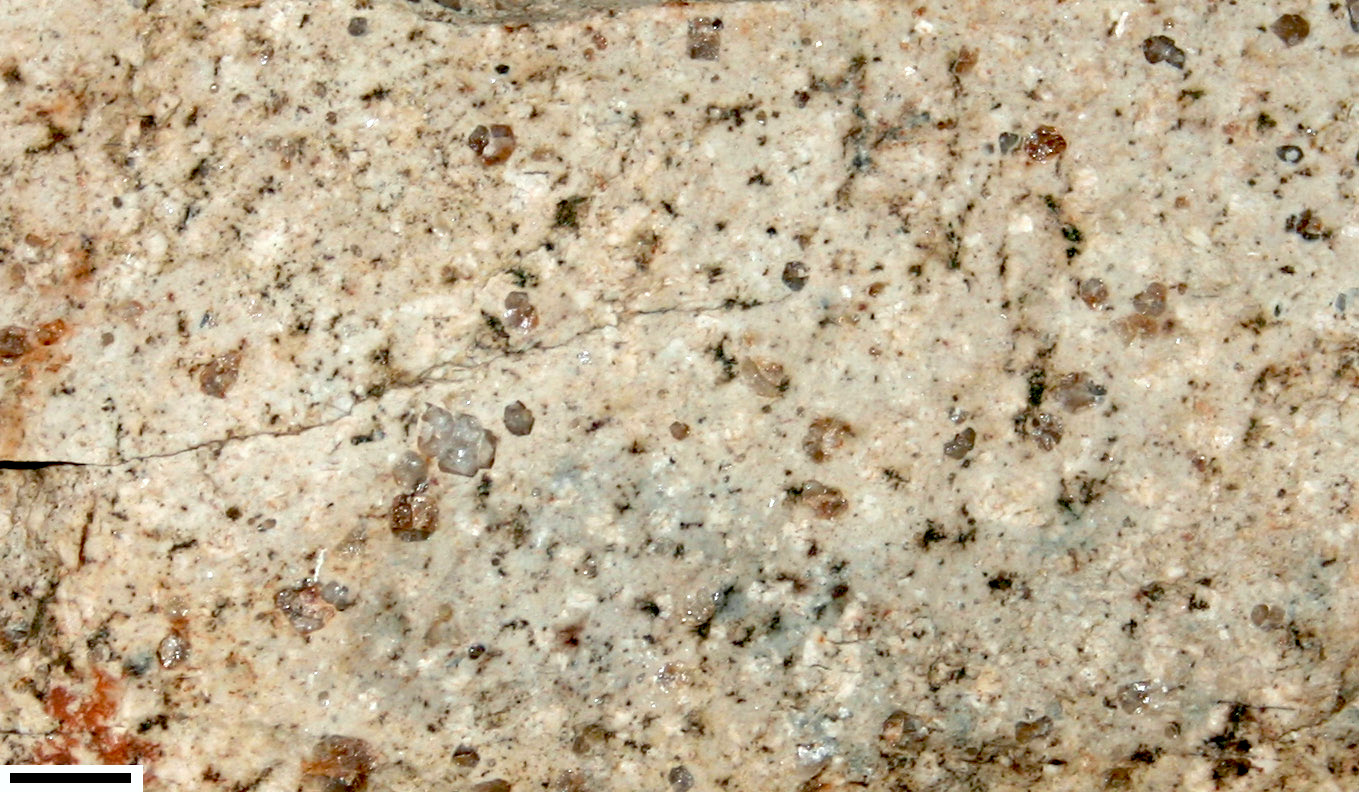
Rhyolite (Mt. Elbert, Colorado)